# Kommunalministre fra Færøerne
Kommunalministeren (færøsk: landsstýrismaðurin í kommunumálum) var en ministerpost i Færøernes regering fra 1959 til 1998, men aldrig med eget ministerium. Lagmand Anfinn Kallsberg havde ansvar for kommunalsager fra 1998 til 2002. Fra 2004 til 2013 har kommunalsager hørt under indenrigsministeren. Indenrigsministeriet blev nedlagt i 2013, efter at ministeren, Kári P. Højgaard blev opsagt efter sagen om Østerøtunnelen, hvor ministeren var tæt ved at underskrive en aftale med CIP (Copenhagen Infrastructure Partners) om at lave en undersøisk tunnel mellem Thorshavn og Skálafjørðurin i Eysturoy. Siden 2013 har kommunalsager hørt under Socialministeriet (Almannamálaráðið).
| Periode   | Navn                  | Parti                     | Ministerium                                    |
| --------- | --------------------- | ------------------------- | ---------------------------------------------- |
| 1959–1967 | Niels Winther Poulsen | Sjálvstýrisflokkurin      | Kommunal-, kultur- og skoleministeriet         |
| 1967–1972 | Sámal Petersen        | Sjálvstýrisflokkurin      | Kommunal-, kultur- og skoleministeriet         |
| 1972–1975 | Asbjørn Joensen       | Sjálvstýrisflokkurin      | Kommunal-, kultur- og skoleministeriet         |
| 1975–1979 | Petur Reinert         | Tjóðveldisflokkurin       | Fiskeri- og kommunalministeriet                |
| 1979–1981 | Heðin M. Klein        | Tjóðveldisflokkurin       | Fiskeri- og kommunalministeriet                |
| 1981–1985 | Tórbjørn Poulsen      | Sjálvstýrisflokkurin      | Finans-, kommunal- og kulturministeriet        |
| 1985–1988 | Niels Pauli Danielsen | Kristiligi Fólkaflokkurin | Social- og kommunalministeriet                 |
| 1988–1989 | Karolina Petersen     | Framsóknarflokkurin       | Social- og kommunalministeriet                 |
| 1989      | Anfinn Kallsberg      | Fólkaflokkurin            | Fiskeri- og kommunalministeriet                |
| 1989–1991 | Ivan Johannesen       | Sambandsflokkurin         | Finans-, havbrugs- og kommunalministeriet      |
| 1991–1993 | Jógvan Sundstein      | Fólkaflokkurin            | Finans- og kommunalministeriet                 |
| 1993–1994 | Signar á Brúnni       | Tjóðveldisflokkurin       | Miljø-, energi- og kommunalministeriet         |
| 1994–1998 | Eilif Samuelsen       | Sambandsflokkurin         | Miljø-, energi-, skole- og kommunalministeriet |